# Ń
Ń, ńは、Nにアキュート・アクセントを付した文字である。ポーランド語、カシューブ語、ソルブ語、およびベラルーシ語で用いられる。ポーランド語の第19字母、カシューブ語の第20字母、ソルブ語の第21字母である。
ポーランド語、カシューブ語、ソルブ語、およびベラルーシ語で、硬口蓋鼻音[ɲ]を表す文字として使われる。この発音をする文字は他に、ポルトガル語のnh、アルバニア語のnj、カタルーニャ語のny、およびスペイン語のñなどがある。

## 呼称
- ポーランド語: eń（エニ）

## 符号位置
| 大文字 | Unicode | JIS X 0213 | 文字参照       | 小文字 | Unicode | JIS X 0213 | 文字参照       | 備考 |
| ------ | ------- | ---------- | -------------- | ------ | ------- | ---------- | -------------- | ---- |
| Ń      | U+0143  | 1-10-33    | &#x143; &#323; | ń      | U+0144  | 1-10-49    | &#x144; &#324; |      |